# ГЕС Нам-У 3
ГЕС Нам-У 3 – гідроелектростанція, що споруджується у північному-західній частині Лаосу. Знаходячись між ГЕС Нам-У 4 (вище по течії) та ГЕС Нам-У 2, входить до складу каскаду на річці Нам-У, великій лівій притоці Меконгу (впадає до Південно-Китайського моря на узбережжі В'єтнаму). 
В межах проекту річку перекриють бетонною греблею висотою 59,5 метра, яка утримуватиме витягнуте по долині річки на 60 км водосховище з площею поверхні 13,3 км2 та об'ємом 169 млн м3. У ньому відбуватиметься коливання рівня поверхні в операційному режимі між позначками 358 та 360 метрів НРМ, чому відповідатиме корисний об'єм у 24 млн м3. Такий незначний діапазон дозволятиме здійснювати регулювання лише в добовому режимі, тоді як накопичення ресурсу відбуватиметься у трьох верхніх водосховищах каскаду (станції 5, 6 та 7). 
При потужності у 210 МВт ГЕС повинна виробляти 826 млн кВт-год електроенергії на рік.
Роботи за проектом почались у 2016 році, а введення станції в експлуатацію заплановане на 2020-й. Каскад споруджує спільне підприємство китайської Synohydro (85%) та місцевої державної Electricite Du Laos (15%). За умовами угоди, після 29 років експлуатації китайський інвестор передасть об'єкт у повну власність Лаосу.